# Acraea alticola
Acraea alticola är en fjärilsart som beskrevs av Hans Fruhstorfer 1906. Acraea alticola ingår i släktet Acraea och familjen praktfjärilar. Inga underarter finns listade i Catalogue of Life.